# Богатирьовка
Богатирьо́вка (рос. Богатырёвка) — село у складі Бакчарського району Томської області, Росія. Входить до складу Високоярського сільського поселення.

## Населення
Населення — 342 особи (2010; 384 у 2002).
Національний склад (станом на 2002 рік):
- росіяни — 89 %